# Léon Audain

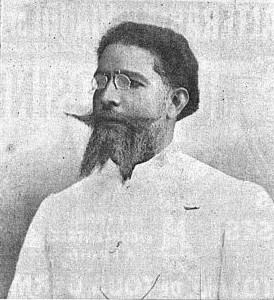
Léon Audain (ca. 1906)

Léon Audain (* 17. Dezember 1862 in Port-au-Prince; † 22. August 1930 in Paris) war ein haitianischer Gelehrter, Mediziner, Bakteriologe und Parasitologe. Im Jahr 1914 wurde er Botschafter seines Landes in Deutschland. 

## Leben
Audain schloss seine Sekundarschulausbildung an einem Pariser Gymnasium ab und besuchte anschließend eine medizinische Hochschule in Paris, wo er seine Ausbildung abschloss.

## Wirken
Audain schrieb zahlreiche Artikel und Studien für medizinische Fachzeitschriften in Paris, bevor er im Jahr 1891 nach Haiti zurückkehrte.
Er erlangte in seinem Heimatland Berühmtheit, weil er eine grundlegende Modernisierung der haitianischen Medizin einleitete, die vor allem in der Herausgabe der medizinischen Zeitschrift „La Lanterne Medicale“ von 1899 bis 1911 bestand.
Zusammen mit Paul-Félix Armand-Delille, Paul Solomon und anderen Ärzten und Apothekern gründete Audain die Polyclinique Péan, eines der ersten allgemeinen Krankenhäuser Haitis. Im Jahr 1902 wurde er zum Direktor der Nationalen Medizinischen Fachschule in Port-au-Prince ernannt, kehrte jedoch im Jahr 1904 nach Paris zurück, um sich unter der Leitung von Raphaël Blanchard dem Studium der Bakteriologie und Parasitologie zu widmen.

Zurück in Port-au-Prince gründete er dort 1905 ein Labor für klinische Bakteriologie und Parasitologie.

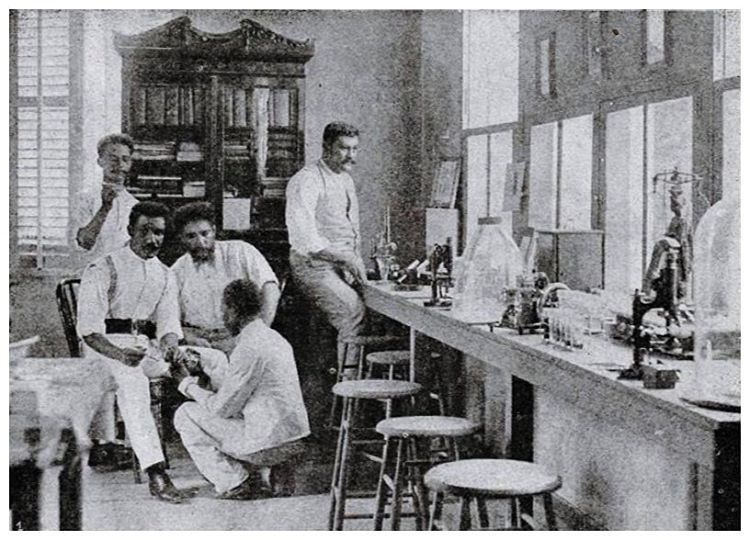
Das parasitologische Labor von Léon Audain in Port-au-Prince (1905)

Er wurde im Jahr 1914 zum Botschafter („Ministre Plénipotentiaire“) Haitis in Deutschland ernannt, musste diesen Posten jedoch in den ersten Tagen des Ersten Weltkriegs noch im selben Jahr wieder räumen.
Im Jahr 1916 wurde er zum Minister für das öffentliche Schulwesen Haitis ernannt und löste damit Louis Borno ab.
Audains Wirken wurde im Jahr 1996 durch die Stiftung des Prix Léon Audain gewürdigt.

## Schriften (Auswahl)
- Pathologie intertropicale, doctrines et clinique (1904; reprint Hachette Livre 2018 ISBN 978-2-019-23766-0)
- Le mal d'Haiti, ses causes et son traitement (1908)
- Fièvres Intertropicales, Diagnostic Hématologique et Clinique (1910)[7]